# 流狼の旅
『流狼の旅』（るろうのたび）は、啄木鳥しんきによる日本の漫画作品。連載デビュー作から併せて3作目にあたる。『月刊コミックラッシュ』（ジャイブ）2004年4月号に読み切りが連載され、好評につき2004年9月号から2006年4月号まで連載された。

## ストーリー
狼の姿をした青年ラーゲルトは、ある事件がきっかけで少女ククルゥと出会い、一緒に旅をすることになった。ラーゲルトは元の姿に戻る方法を探して、ククルゥは生き別れの父に会う為に。

## 登場人物

### キャラクター
ラーゲルト
ある事情で狼人間になった長身の青年。そのため街に入るときなどは顔を隠して行動する。金髪碧眼。ククルゥと知り合い、自分の本当の姿を取り戻すために旅を続けるが、肝心のことになると何故かごまかす。ナイフの扱いに非常に長けており、常人離れした身体能力を持っている。
“ラーゲルト”の名前はかつて、自分を救ってくれた恩人がつけてくれた名前。本名はアイギルス。実はディアワース大山脈の麓に存在したアガンの国出身で、当時の王の子だった（庶子の可能性もある）。家族構成は父の他、兄が数名いた模様。母親は詳細不明。人間だった頃の素顔に関しては自称「アガンでも一二を争う美形」とのこと。
ククルゥ・イゼット
住んでいた街で起きた事件がきっかけでラーゲルトと知り合った少女。ラーゲルトと知り合った頃はまだ幼い少女だった。髪の色は銀髪、瞳の色は緑がかかった青。ラーゲルトと知り合う一年前に母親を喪い、父親は旅に出ていたため、ラーゲルトについていき父親を探す旅に出る決意をする。ラーゲルトのことを“ラグ”と呼ぶ。胸が小さいことでラーゲルトにしょっちゅうからかわれている。武器は収縮可能な棍棒。
ハーツ
ある理由でアルゼと共にラーゲルトを追っている黒髪の青年。ククルゥのことをリトルレディ（当人曰く貧乳なところがいいらしい）と呼び、ククルゥの前ではラーゲルトを追っていることを隠している。大剣の使い手。
アルゼ
ハーツの妹（義妹?）。いつも黒マントと黒フードで顔を隠している。かなりの美人で髪も長いが、マントの下に入れているため分かりづらい。
シエル
とある街でククルゥたちと知り合った鳥人間。聖獣と世界の関係について詳しい。鳥人間としての姿は、トイヤフォウの仮の器となっているのが原因で、本来の姿は大型の鳥。「ぎゃーす」という鳴き声が特徴。
ニィニ
ポルマールの商工業を纏め上げる「ニィニ商会」の会長。外見はかなり小柄で小太り。工場から出る汚水が湖を汚すという街の人たちのクレームを解決するために生まれて間もないマールの子どもを誘拐（マールには先天的に水を浄化する力がある）し、結果的に更に汚れてしまった湖の水の代わりに浄化した水を法外な値段で街の人に売りつけていた。その後、ラーゲルトによってマールの子どもは奪還されてしまい、ラーゲルトの口から街の人に悪事がバレないようにするため、完全に彼に対する金ヅル的存在になった。既婚者。
ウエキ
アンズベイの街に住み、製材業を営む中年の男性。義理人情が篤く、事故によってラーゲルトが大切な最新の機材を破壊した時も仲間の命を助けてくれたということでお咎め無しにしてくれた。
アンズベイの大地が一時的に死滅した際、恩恵を貪るだけで植林すらしようとしなかったことを悔やみ、ククルゥと別の『器』に移った聖獣アンズベイに対して土地の建て直しを誓った。
フィウ
エーデリングの街に暮らす男の子で、少女と見まがうほどの美少年。両親の離婚に反発してある計画を考える。かなりの口達者でラーゲルト、ククルゥを口だけで完膚無きまでに打ち負かしたほど。積極的に行動もするが、旅慣れたラーゲルトたちと比べ体力は無い。ククルゥより小柄。
フィンタ・イゼット
ククルゥの母親。娘と同じく銀色の髪の持ち主であり、外見もククルゥに似ている。故人。ククルゥには父親について一言も話さずに亡くなった。
パッセ・イゼット
ククルゥの父親。ククルゥの瞳の色は彼譲りとのこと。ククルゥが生まれてすぐ旅に出たらしく、写真なども一切残っていなかった。彼との再会がククルゥの旅の終着点でもあった。
ジアンナ・ブロンケット
シュピナスの街在住の女性。ククルゥの母親フィンタとは自称「心の友」。フィンタが既に亡くなっているとも知らずに彼女宛に手紙を出し、結果的にククルゥの旅を終わらせるきっかけを作った。子どもが一人いる。
アガンの国王
アガンの地を治める王にしてアイギルス（ラーゲルト）の父親。国の更なる繁栄という名目でアイギルスに聖獣ペンティスカの捕獲を命じた。アイギルスとは全くと言っていいほど顔が似ていない。
リリィ・ビィルマン
かつて狼人間となり、絶望していたアイギルスを救った年配の女性。すでに故人。性格は穏やかで上品な女性だったとのこと。亡くなる直前、ラーゲルトと「ある約束」を交わし（後にラーゲルトとククルゥに対し重要な意味を持たせた）、ラーゲルトに生きる理由を与えた。
彼女がアイギルスに与えた“ラーゲルト”の名前だが、3巻のあとがき漫画にてリリィが昔飼っていた犬の名前が由来というのが発覚した。

### 聖獣
世界各地に存在する超常的な存在であり、そこに存在する大地そのもの。そのため、聖獣がいなくなるとその大地は死滅してしまう。また、聖獣は本来、形の無い存在であり、物質世界に存在するためには『生きているもの』を『器』とし、憑依する必要がある。万が一『器』に致命的なダメージが発生すると存在を維持できなくなるため、急いで別の『器』となる存在に移らなければならない。
『器』は基本的に定められた生き物がなるものだが、特別な理由などから別の存在に憑依し、力を貸すこともある。聖獣は基本的に不老不死だが、『器』には寿命らしきものがあるらしく、それが尽きるか前述のように維持できなくなった場合、新たなる器が見つかるまで『殻』の状態に戻る。
マール
ココナ地方の西方、ポルマールの街のほとりにあるマール湖に住まう聖獣。巨大な両生類のような姿をしている。マール湖の水を浄化し、住民に常に美しい水を与えてくれるため、ポルマールでは守り神として崇められている。
小マール
マールの子どもにして、次代の『器』を担う存在。人懐っこく、親と違って人前によく現れる。
アンズベイ
アンズベイの大地が具現化した存在。アンズベイの民からは『新緑の聖獣』と呼ばれている。巨大な昆虫のような姿をしており、アンズベイ奥地にある巨木の根の部分に住んでいたが、住民が森の木を伐採し続け、植林もしなかったため、力が激減して弱ってしまった。
カナルキー
クーベの大地を守る聖獣。通称『真紅の聖獣』。元々は雄々しい鹿の姿をしていたが、現在は新たな『器』が来るまで『殻』の状態で待機中。
トイヤフォウ
トリッツに住まう聖獣。巨大な岩山の頂上に住んでいる。元は巨大な鳥の姿であったが、ある事情からシエルを一時的な『器』にする形で彼に力を貸した。
ペンティスカ
ディアワース山脈とその麓に広がるアガンの大地を守護していた聖獣。イヌ科の生物を『器』にしていたが、父の命令によってアイギルスに襲われた際、彼に罪を償わせる時間を与えるためアイギルスに憑依し、彼の時間を止めた。
性別は雌らしく女性の口調で話すが、人間臭い言葉で喋る。

## 備考
- 読み切り（プロローグ）から第1話までの間に5年の月日が経っている。
- モブに作者が以前手がけた漫画や、ゲームのキャラクターがゲスト出演している。

## コミック
- 全三巻が発売されている

1. ISBN 4861760690
2. ISBN 4861762111
3. ISBN 4861762898